# K'inich K'uk' B'alam II
K'inich K'uk' B'alam II o K'inich K'uk Balam II fue un ahau o gobernante maya del ajawlal o señorío de B'aakal, cuya sede era Lakam Ha', actualmente conocida como la zona arqueológica de Palenque, en el actual estado mexicano de Chiapas. También es refereido como Bahlum K'uk' II o Mahk'ina Kuk. Su nombre puede ser traducido como Gran Sol Quetzal Jaguar o Radiante Quetzal Jaguar. Gobernó del año 764 al 783.

## Registros biográficos
Fue hijo de K'inich Ahkal Mo' Naab III e Ix Men Nik, también conocida como Ix Sajal Juj. De acuerdo a las inscripciones encontradas en Palenque, su antecesor pudo haber sido Upakal K'inich Janaab' Pakal de quien se desconoce la fecha final de su gobierno; sin embargo, en Pomoná se ha encontrado una inscripción fechada en el año 751 que refiere a un gobernante palencano a quien se le ha designado el nombre de K'inich Kan B'alam III.
De acuerdo a la cuenta larga del calendario maya, K'inich K'uk' B'alam II fue entronizado el 9.16.13.0.7 9 manik 15 uo, es decir, el 4 de marzo del año 764. Durante su gobierno fueron tallados el tablero de los 96 glifos y el tablero de la creación. Ambos tableros, pertenecientes al Período Clásico tardío, son considerados los mejores logros escultóricos de jeroglíficos mayas por la facilidad y precisión con la que parecen haber sido tallados los bloques de piedra. En el tablero de los 96 glifos se encuentra escrita la cronología dinástica de Palenque a partir de K'inich Janaab' Pakal.  El sucesor de K'uk B'alam II fue Wak Kimi Janaab' Pakal.